# Битка при Алжубарота
Битката при Алжубарота (на португалски: Batalha de Aljubarrota) е ключовото сражение от Първата криза на португалското наследство. Тя се състои на 14 август 1385 г. между армиите на двамата претенденти за португалската корона: Жоао Авиз, подкрепен от англичаните и Хуан I Кастилски, подкрепен от французите. Победата на Жоао му осигурява престола и дава началото на Авизката династия, при която Португалия постига най-голямото си могъщество.

## Предистория
Когато през 1383 г. Бургундската династия се прекратява, наследник на португалския престол се оказва Хуан Кастилски, който е женен за Беатриса – дъщерята на последния крал Фернандо I. Значителна част от португалската общественост обаче не одобрява това стечение на обстоятелствата и издига за крал Великия магистър на ордена на Авиз – Жоао. Той е незаконен полубрат на Фернандо и не би следвало да има права върху короната, но се очертава като единственият патриотичен кандидат.
В края на 1383 г. патриотичната партия установява контрол над столицата Лисабон и Жоао се обявява за регент и защитник на нацията. Това води до първото нашествие на кастилците (1384) и до обсадата на града, но тя не постига успех. Обхванатата от ентусиазъм общественост иска Жоао да бъде признат за крал и кортесите изпълняват желанието ѝ на 6 април 1385 г. Това води до светкавично второ нашествие на кастилците.
Това е епоха, доминирана от френско-английските противоречия по време на Стогодишната война. Отминало е времето на славните английски победи при Креси и Поатие и французите са в подем. Голямата фигура на френската съпротива – Бертран Дюгеклен – успява да постави на кастилския трон династията Трастамара, част от която е и Хуан І. Така той си спечелва верен съюзник. Ето защо е логично, че португалците се обръщат за помощ към англичаните. Английският крал обещава 5000 войници, но успява да изпрати само 600. Въпреки това те са опитни бойци, стрелци с т. нар. дълги лъкове и ще играят решаваща роля в предстоящата битка.

## Ход на битката
Съотношението на силите е въпрос на спорове. Едни автори твърдят, че силите на Хуан І са наброявали 25 хил. души, в които и мощна френска рицарска конница. Според други те са по-малко – около 18 хил., а според трети – 31 хил. По-несъществени са различията относно броя на португалците – между 6500 и 7000 войници.
На военния съвет, проведен край замъка Томар, Жоао и англичаните се споразумяват да препречат пътя на противниците си при градчето Алжубарота, на около 40 км на север от Лисабон. Португалците избират тази позиция, защото от двете им страни ги предпазват реки. Пехотата и рицарите застават в средата, докато английските стрелци с лъкове заемат фланговете. Главнокомандващият Нуно Алвареш Перейра, конетабъл на Португалия, послушва съвета на англичаните и поставя заградителни съоръжения, които да спрат атаката на тежката конница. Когато кастилците пристигат и виждат малобройните португалски сили, решават да ги смажат с фронтален удар, а за това съветват и французите. Без изобщо да проучат терена и околностите, конниците препускат в гъсти редици, но попадат на разкаляната почва и на загражденията, които пречупват устрема им. Тогава се задействат стрелците с лъкове и стрелите им покосяват обърканата тълпа. Конницата безславно отстъпва, след което тръгва пехотата. Тя се оказва твърде многобройна за тясното пространство между реките и също се придвижва бавно. Тя се превръща в лесна мишена за английските стрели.
Само два часа след началото на битката слънцето започва да залязва. В този момент се случва нещо, което прекършва решимостта на кастилците за победа – кралският знаменосец пада убит, заедно със знамето. Решавайки, че е загинал Хуан І, войниците му започват да отстъпват, а след това и да бягат. Кралят побягва след тях, изоставяйки онези рицари (между които и много от французите), които се бият с ожесточение. Перейра дава заповед за преследване на бегълците. В последвалите отделни схватки загиват повече кастилци, отколкото в самата битка. А още няколко хиляди са убити от местното население, което мрази нашествениците.

## Последици
Поражението на Кастилия слага край на нейните надежди за завладяването на Португалия. Ще трябва да чака още двеста години, докато през Втората криза на португалското наследство нещата ще се развият по друг начин. Жоао Авиз се утвърждава на трона като Жоао І и управлява до 1433 г.
С тази битка Португалия се доказва като отделна нация и се противопоставя на кастилския стремеж към обединение на полуострова. Не е случайно, че тя е отделна държава и в днешно време. През 1386 г. тя и Англия сключват Уиндзорския договор, с който установяват съюзнически отношения, валидни и до днес. Той е гаранция за държавната ѝ независимост.
На мястото на битката Жоао заповядва да се построи манастирът Санта Мария да Виктория (Света Богородица Победителка), който не е завършен, но в него са погребани петима крале, както и синът на Жоао – известният Енрике Мореплавателят. Нарича се също Баталя, тоест „битка“ на португалски език. Пак в близост до бойното поле има паметник на Нуно Алвареш Перейра, който и до днес си остава един от националните герои на Португалия.